# Fuente secundaria
Las fuentes secundarias son textos basados en hechos reales. Una fuente secundaria contrasta con una primaria en que esta es una forma de información que puede ser considerada como un vestigio de su tiempo. Una fuente secundaria es normalmente un comentario o análisis de una fuente primaria. Por ejemplo, un libro que trata sobre Ulysses S. Grant generalmente sería considerado una fuente secundaria. En historiografía, sin embargo, incluso este libro podría ser considerado una fuente primaria: si otro autor está dedicándose a estudiar sobre las diversas historias escritas sobre Grant, puede estar usando como vestigio la que fue originalmente concebida como fuente secundaria.

## Características
Una fuente secundaria es un comentario de la fuente primaria. Las fuentes secundarias están sujetas a revisión por pares, están bien documentadas y están normalmente producidas a través de instituciones donde la precisión metodológica es importante para el prestigio del autor. Los historiadores someten a ambos tipos de fuentes a un alto nivel de estudio.
La validez de este tipo de fuentes radica en el hecho de que estas son obtenidas por fuentes fidedignas, instituciones públicas y algunos especialistas en los temas, antes de concretarse como fuentes secundarias; es verdad que fueron fuentes de tipo primario, sin embargo al ser aceptadas por la sociedad se convirtieron en fuentes de información verídicas, aceptadas  e incluso, ser consideradas como parte de nuestra historia. Estas por lo general llevan el nombre de la institución o autor que realizó este estudio. Este tipo de fuentes son muy importantes para la creación de proyectos, ya que con ellas se puede evitar la redundancia de información, y tener más claro hacia dónde debemos de enfocar los nuevos estudios.

En el lenguaje de metodología de investigación en ciencias sociales, una fuente se denomina "secundaria" porque:

No ha sido producida por el mismo investigador y con una finalidad que no tiene por qué ser coincidente con los objetivos de su investigación [...] Pero igual que la investigación primaria, la secundaria puede quedar restringida al análisis de los datos disponibles y no por ello carecer de relevancia. El término "secundaria" no implica nada sobre la importancia de la investigación; sólo que se asienta en datos no generados por el propio investigador. Como señala Stewart (1984:13), quizás es desafortunado que el término "secundario" se haya utilizado para referirse a datos existentes.
D'Ancona, 2012:157

Utilizar fuentes secundarias no es indicador de la validez de una investigación; todo depende de la pericia del investigador para seleccionar las fuentes. Algunos criterios señalados por los metodólogos para seleccionar fuentes secundarias son: carácter público o privado de la institución, especialización, experiencia y credibilidad de la institución, forma de financiación de la fuente, periodicidad de la publicación o registro, profesionalización de los investigadores y sirven para un trabajo de español.